# Шлегелиевые
Шлегелиевые (лат. Schlegeliaceae) — семейство цветковых растений порядка Ясноткоцветные (Lamiales). Содержит 5 родов. Иногда его рассматривали в составе семейства Норичниковые (Scrophulariaceae).

## Ареал
Представители семейства распространены в тропической Америке.

## Таксономия
К шлегелиевым относят следующие роды:
- Exarata
- Gibsoniothamnus
- Schlegeliatypus
- Synapsis
- Thomandersia